# اچ‌ام‌ای‌اس دوشس (دی۱۵۴)
اچ‌ام‌ای‌اس دوشس (دی۱۵۴) (به انگلیسی: HMAS Duchess (D154)) یک کشتی بود که طول آن ۳۹۰ فوت (۱۲۰ متر) بود. این کشتی در سال ۱۹۵۱ ساخته شد.